# 露宿者
露宿者，也称流浪者、野宿族、遊民、街友、無家可歸者（英語：homelessness），指的是一些因為經濟能力不足或身心健康等因素而居無定所或居住在最低標準以下的人，在公園、騎樓臨時避難所天橋底、地下道及住宅後樓梯等地棲身的人。他們在城市中流浪，拾荒、行乞或當苦力等臨時工，以賺取微薄的金錢或食品。

## 協助和物資
社區組織的社工、慈善會、教堂或個人提供食物避難所和衣服。在1998年有研究顯示，在美國加利福尼亞州的洛杉磯，大部分的露宿者很難取得政府的幫忙，因為門檻較高。
聚集成團體的露宿者會和其他的露宿者、一般人、政府組織、宗教組織等交流，這些組織和個人會幫助露宿者，像是南加州大學牙科醫院免費治療露宿者的牙齒。露宿者在很多國家靠撿回收來過生活，在西雅圖有老闆專雇露宿者舉廣告牌，露宿者藉此得到錢和食物；不過，有些人抗議這些老闆剥削露宿者弱勢族群。最近在網路上開始流行網路乞討，可能是為了生活費、學費等等。

## 醫療保健
露宿者因為食物不夠多元，常常營養不良，加上天氣影響劇烈，更容易生病；在街頭生活也很有可能受到各種攻擊造成身心受傷。露宿者融不入社會，社會大多數的人也不敢主動接近關心，甚至害怕排斥。他們晚上睡在街頭常被蚊子叮得睡不著，希望有穩定的住所可以住。因為看病要錢和健保卡，他們很難負擔，病況一直拖著，很需要幫忙。很多無家可歸者有精神疾病，但卻沒辦法付錢就醫。英國看病不用錢，所以露宿者的醫療保健較好。美國有提供專門的醫院讓露宿者看病，但醫院太少。台灣精神病患的街友受到不平等、違反人權的待遇，即使沒攻擊人的可能性還是會被民眾投訴，被警察強制送到精神病院。
目前台灣各縣市政府轄下設有社福中心及街友外展服務中心，可針對固定露宿在街之街友列冊服務，並針對其醫療需求協助掛帳處理。
露宿者的皮膚因為寒冷凍瘡，腳的皮膚更是有嚴重的皮膚病，牙齒也不太健康，糖尿病更嚴重，很需要相對的各種物資，像是皮膚藥膏、牙膏、牙刷和肥皂等。有些專門的書說明露宿者的醫療保健。
有些國家沒有提供醫療保健給露宿者，由社會福利組織提供，但醫生的人數太少，有的露宿者可能花幾個月的時間才能得到最基本的牙齦保健。傳染病在露宿者間很嚴重，尤其在人多的收容所更嚴重，像是結核病。

## 極端天氣對健康的影響
在街頭生活比一般有住處的人更容易受到天氣影響，街頭生活的人又有很多有慢性病，且很貧窮，天氣的極冷，熱對街頭生活的人是很痛苦的，在缺少植物又有很多水泥建築物的都市，街頭生活的人常常受到炎熱的痛苦。這些極端的熱和冷對身體心靈和慢性病造成巨大的影響。
在美國，2005年颶風卡特里娜侵襲地區，街頭生活的人比一般的都市增加了3%，精神病患增加了一倍。

## 各地情況

### 瑞典
瑞典政府規定市政府必須提供房子給沒住所的人，但是因為房東幾乎不會把房子租給露宿者或沒工作的人或信用破產的人，所以他們仍然沒地方住，繳不出房租的人也會被趕出去，即使有小孩的家庭也是一樣，在2009年有618名兒童被趕出去。

### 南非
在南非約200,000人沒有房子，大多數城市把他們看成社會依賴，干擾社會。

### 菲律賓
在菲律賓首都馬尼拉，約300萬人沒有住所，全國約有450萬人沒有住所。

### 匈牙利
在匈牙利首都布達佩斯，2016年估計有6,500位沒住所的人，全國共有15,000位沒住所的人。青年民主主義者聯盟－匈牙利公民聯盟政府一直嘗試要把露宿者定罪，2006年到2010年，131位沒住所的人因為寒冷過世於布達佩斯。

### 俄羅斯和蘇聯
1861年俄羅斯農奴制度解放後，大城市湧入很多農民前來找工作，當時都市快速工業化，很多的家庭會全家住在同一個房間，也有很多人沒地方住。在十月革命後，政府把房屋收歸國有，讓沒住家的人和房間大的人擠一起住。直到1960年代，政府開始大量興建房屋，讓大家都負擔的起住宿費，大部分的人開始有房子住。
在1922年，很多孤兒院開始建立，因為為期十幾年的第一次世界大戰和俄羅斯內戰造成700多萬的小孩沒有家。在1930年，蘇聯規定大家都要有住所，沒有住所就是犯罪，如果有人想搬到別的地方或換到更大的住所，要找人交換住所才可以。
在1990年代，因為法律和市場交易問題，造成很多人又沒有住所，連帶的在1991年廢除「沒住所的人有罪」這項法律，之後在1992年莫斯科成立了第一個露宿者的過夜所，在憲法保障人民的住宿權下，政府也開始興建廉價的社會公寓。

### 芬蘭
芬蘭法律規定市政當局必須為沒有住所的公民提供公寓或住所。2007年，中右翼政府的政治人物馬蒂·萬哈寧效仿美國的“住房優先”政策，由四位有能力的人推動這個計畫，在2015年前消除芬蘭的無家可歸現象。

### 澳大利亞
在澳大利亞，「支持住宿援助計劃」（Supported Accommodation Assistance Program，縮寫SAAP）是聯邦和州政府的一項聯合計劃，提供資金給1,200多個組織，幫助露宿者和可能變成露宿者的人，以及逃脫家庭暴力的婦女和兒童。組織提供避難所、庇護所和中途之家之類的房屋，並提供一定範圍的經濟支持。在2000年至2005年之間，聯邦撥款超過8億美元給這個計劃。1994年《支持援助法》規定「支持住宿援助計劃」的目標是提供中途之家和相關的幫助，讓露宿者盡量能自力更生。建立這項法律是為了幫助該國露宿者重建生活，各州之間的合作也提升該法的重要，也表示他們渴望盡其所能改善現況。2011年，「專業的露宿者服務」（specialist homelessness services，縮寫SHS）計劃取代了SAAP計劃。

### 加拿大
自1997年以來，加拿大露宿者的人數和複雜性不斷增加。歷史上，露宿者是城市中心才有的危機，像是蒙特婁、拉瓦爾、溫哥華、愛德蒙頓、卡加利和多倫多，但現在郊區越來越多的露宿者現象需要新的服務和資源。
近年來，露宿者已經成為加拿大主要的社會問題。在「2011年行動計劃」（Action Plan 2011），加拿大聯邦政府提議從2014年4月至2019年4月每年撥款1.2億加元，其中有7億加元是新資金，專門用來更新“露宿者合作計畫”，政府用“住房優先模式”（Housing First model，縮寫HPS）解決露宿者問題，所以加拿大各地的私人或公共組織都有資格獲得HPS補貼。加拿大每年在露宿者的社會服務計劃上花費超過300億美元。

### 美國

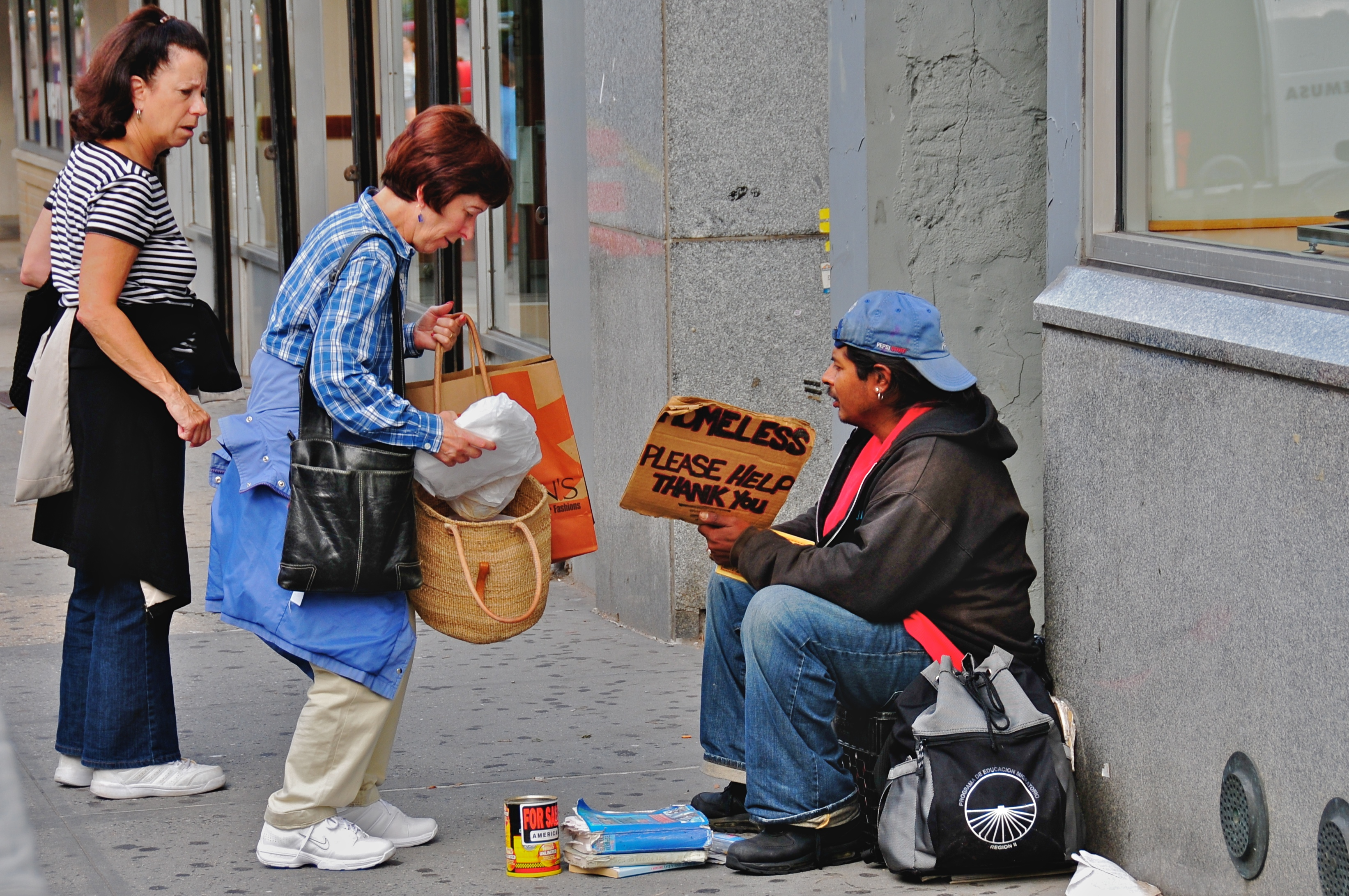
美國紐約，一名婦女在給無家可歸的人提供食物（2008年）

隨著美國福利越來越多被削減，1980年代出現越來越多的露宿者。聯邦政府的美國無家可歸機構間理事會發起「居住優先」這個新措施讓露宿者重新融入社會，和提供庇護所。
美國無家可歸機構間理事會要城市想出讓露宿者過得更好的計劃，大家認為如果給露宿者提供獨立的房子和提供適當的社會支持，就不需要緊急的露宿者收容所，這方法很棒，但有些爭議。
有證據證明“居住優先”計劃比“治療優先”計劃更有效，研究顯示通過“居住優先”計劃獲得穩定的房子，露宿者就能專注於改變吸毒問題等等。
2009年10月，作為城市“引領道路”方案的一部分，波士頓市市長湯瑪斯·曼尼諾專門開設了溫特勞布（Weintraub）日間中心，位於伍茲穆倫庇護所（Woods Mullen Shelter）的320平方米（3,400平方英尺）的設施，這是第一個由城市來運營的長期露宿者日間中心，提供住所、諮詢、醫療保健、住房援助和其他支持服務。通過在生病變嚴重前之前識別出健康問題，來減輕城市急診室的壓力。它由2009年《美國復甦和再投資法案》、馬薩諸塞州住房和社區發展部（DHCD）、馬薩諸塞州醫學會與聯盟慈善基金會和美國衛生及公共服務部藥物濫用和心理健康服務管理局（SAMHSA）共同撥款300萬美元資助。
2010年，紐約市因為前一年有36,000多露宿者，在大街上設有一個移動視頻展示板，在屏幕上顯示一個露宿者的資訊，要求旁觀者和路人用手機發簡訊給他，他們還可以通過手機向「住房途徑」組織捐款。據報導，2010年9月“住房優先計劃”顯著減少了馬薩諸塞州波士頓的長期露宿者的人口，儘管露宿者的家庭數量仍在增加。由於露宿者人數的減少，一些庇護所正在減少床位，一些緊急庇護所設施也正在關閉，特別是緊急波士頓夜間中心；在2011年時稱為退伍軍人事務部退伍軍人家庭計劃支持服務部（SSVF）。

### 波多黎各
根據波多黎各家庭事務部的最新統計，2017年1月，該地區有3,501名露宿者。研究表明，這一人口的26.2％生活在首府聖胡安。其他城市的露宿者人口百分比是蓬塞6.3％、阿雷西博6％、卡瓜斯5.3％和馬亞圭斯4.7％。研究結果表明，露宿者的人口中有76％是男性，24％是女性，男女人口的平均年齡均為40歲左右。露宿者的數量可能會因為颶風瑪莉亞而急劇增加，它給波多黎各島造成了超過900億美元的損失。
聖胡安社區社會發展部提供的數據表明，1988年該市露宿者為368人，而2017年約有877人無家可歸。儘管總體上露宿者的平均年齡為男女均40歲，但在聖胡安，男性的平均年齡為48歲，女性為43歲。其他數據表明，超過50％的人具有大學學歷。它還顯示在嘗試四次以上不成功地重新融入社會後，35％的男性和25％的女性成為露宿者。流浪的原因相當多樣，最常見的原因是吸毒（30.6％）、家庭問題（22.4％）、財務或經濟問題（15.0％），以及其他諸如失業、心理健康問題、家庭暴力、驅逐或從監獄釋放時缺乏支持。

### 英国
英國自1990年代後期以來，住房政策已經由國家權力下放，下放後政府就比較不管住房政策，所以露宿者的支持和住房的合法權受到影響。2012年成立了名為「街道連結」（Streetlink）的國家服務機構，以在政府的支持下為特定的露宿者提供近乎即時的幫助（但由於住房屬於下放事務，該服務目前僅擴展至英格蘭）。現在這個幫忙不是在法律基礎下幫忙的，地方當局的參與僅僅是由於政府和慈善機構的政治壓力，政府（和其他機構）會臨時提供資金。
擔心有人在大街上睡覺的人可以通過Streetlink網站或致電推薦電話號碼0300 500 0914來報告該人的詳細消息。自己在大街上睡覺的人也報告他們的情況。需要特別注意的是，Streetlink服務僅適用於那些真正在街上睡覺的人，而不是那些可能只是乞討者，或表面上在街頭生活但可在其他地方（例如旅館或有資助的宿舍）睡覺的人。
在英格蘭，露宿者家庭的年均數量在2003-04年達到了135,420個峰值，然後在2009-10年下降到了40,020個低點。在2014-15年度，有54,430個露宿者家庭，比2003-04年的峰值低60％。英國有超過80,000名兒童臨時居住，這一數字每年都在增加。
自2010年以來，英國的露宿者的現像越來越嚴重。國家審計署說明與2010-17年度英格蘭的無家可歸者相比，居住在臨時住所中的家庭增加了60％，而露宿者中的家庭增加了134％。住房慈善機構Shelter使用了2016年四組官方統計數據，計算得出英格蘭有254,514人無家可歸。
關注露宿者團體指出，（截止2014年6月初数据）全國露宿者數目連續三年上升，倫敦的升幅更高達75%，除了歸咎於高樓價及政府削減資助，很多人都是因婚姻破裂、家暴或喪親而淪落街頭。
在薩瑟克區有豪宅疑似為了趕走露宿者，竟在大廈出入口旁邊地面鋪設金屬尖釘，遭狠批此做法有欠尊重。管理處沒回應在門外鋪設尖釘是否針對露宿者，但有住客指六星期前開始有人在大廈外露宿，情況持續一個月後門外就出現金屬釘。而以尖釘趕走露宿者的手法在英國已沿用逾10年，但最近越趨常見，超市集團Tesco位於購物區攝政街（Regent Street）的分店亦有這樣做，但解釋是避免煙民及酒鬼在門外聚集。

### 日本
日本露宿者人數以居住城市為多，據2003年厚生勞動省統計，大阪府露宿者有4,911人，東京都有4,690人。另外，露宿者人數也與經濟景氣攸關，2003年1月-2月，日本經濟崩壞時，全日本達25,296人，而2007年日本經濟好轉時，露宿者減少至18,564人。這裡面，中、高年男性佔有95%、平均年龄為57.5歲。
2002年8月7日起施行「遊民自立支援等特別措置法」，第二條「遊民」，指對象為「無故以都市公園、河川、道路、車站等設施為起居場所，從事日常生活的人」，泛指「過著遊民生活的人」。

### 台灣

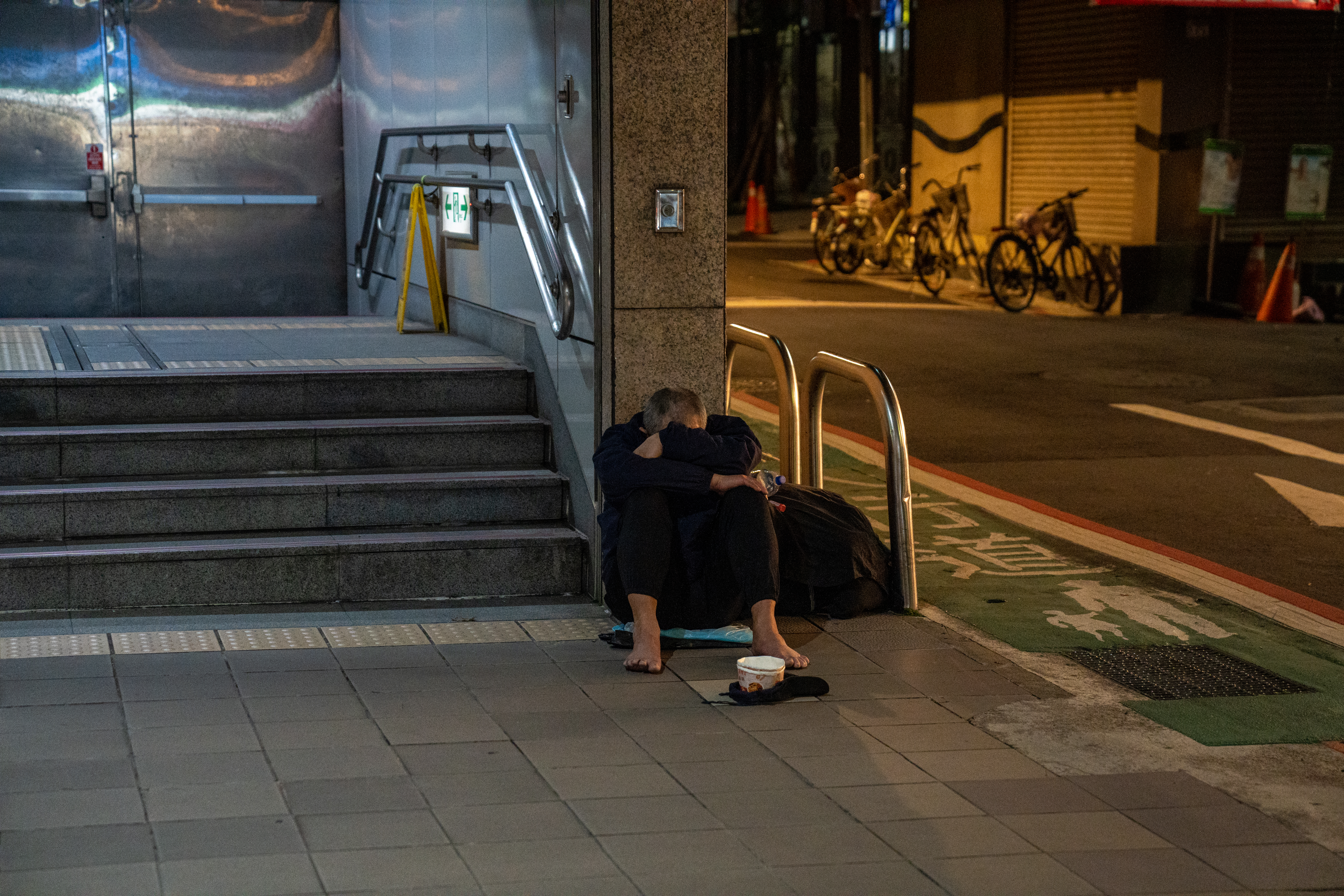
台北市的露宿者

台灣最早規範露宿者的法規，始自日治時期的明治39年（1906年），由台灣總督府頒佈的《台灣浮浪者取締規則》。
在台灣，「街友」乃是對台灣遊民較為和善、有禮貌的稱呼方式。台灣的社福團體成立「街友平安站」提供街友防飢、防寒、防病等服務，亦普遍受到各界人士的支持與捐贈，包含捐款及實物，例如未使用過之食材、衣物、外傷藥膏、盥洗用品等，實際解決了許多落難露宿者的暫時求生問題。自1991年（民國80年）開始，許多街友口耳相傳，紛紛於過年除夕前，前往各地平安站參與街友尾牙活動，藉此感受社會溫暖並敢於走入人群。
2002年（民國91年），則正式有了以街友為服務對象的社福團體成立，名為人安基金會的財團法人，透過長年服務街友的實際接觸下，發現露宿者平均年齡在55.6歲，並不是法規中界定的老年人，不適用老人福利，而高齡者在求職上也多有障礙。其中以「老殘」居多，佔二分之一以上，而露宿者更是七成源自於「經濟」因素，他們因學歷、低技術及轉業不易等問題，求職困難，近年來則因景氣影響有漸漸增多的趨勢；此外「家庭關係不良」的街友，也不在少數，其中甚至有家庭絕裂的朋友（如：不成功不返家、家人相處不睦或受暴、不想連累家人等）問題。
露宿者因年齡、學歷、體適能等因素，容易成為雇主聘雇的排除對象之下，社福團體發現多數街友仍期待自食其力，有尊嚴地生活，自2008年（民國97年）起提供就業協助的服務，以廣告舉牌、發傳單、資源回收、簡單代工為街友找求生出路。2009年台北縣政府成立新希望關懷中心提供跨局處方式結合勞工、民政、社會、教育、衛生等單位提供單一窗口救援服務。
2011年12月末，台北市政府曾應市議員應曉薇要求，更改清潔隊灑水時間，在寒冬深夜11時在萬華區艋舺公園噴水清掃環境，雖非針對露宿者而來，但已使他們無法繼續在此處過夜。相關影片在網路上廣為流傳後，配合先前應曉薇在議會質詢時，說出：「誰往遊民身上灑就撥獎金」等言論，引來與會關懷遊民團體輿論批評。
2014年5月21日，立法院第8屆第5會期，社會福利及衛生環境委員會第28次全體委員會議。衛生福利部提出專案報告《從遊民定義、就業輔導措施、居住安排協助及防止不當驅趕等四面向，檢視我國遊民現況、服務措施及法規限制》。其中提到，2013年統計資料，遊民列冊人數總計3,604人，其中有八成的遊民集中於直轄市六都，離島則無列冊遊民。

### 中國大陸
過去中國大陸有部分城市建水泥锥防流浪汉，遺留至今。例如广州市、深圳市於2012年被曝光在一些高架橋下立錐，广州市建委回應稱水泥锥建于十多年前，當時的目的確實是為防流浪汉。
自2003年8月广州孙志刚事件後，中國大陸廢除了《城市流浪乞讨人员收容遣送办法》，並制定《城市生活无着的流浪乞讨人员救助管理办法》，其第二条規定「县级以上城市人民政府应当根据需要设立流浪乞讨人员救助站。救助站对流浪乞讨人员的救助是一项临时性社会救助措施。」 2019年中国大陸政府声称共救助流浪乞讨人员102.6万人次。
然而事實上有不少流浪人員並不願意進入救助站，除「習慣了自由」等理由外，還因為部分城市的所謂「救助站」並未改變原本「遣送站」的性質，权力的冷血、管理的暴虐依舊。而在广州市等救助单位准备較充分的城市，仍有一些流浪漢寧可挨凍也不進救助站，原因是外地流浪人员在接受临时救助后，将会被民政部门遣返原籍。
但也有很多「流浪漢」進救助站並非真的需要救助，他們只是利用「遣返」的規定，獲得一张免费的车票。

### 香港
香港雖有不同的社福機構、教會等志願團體支援無家者，但政府、多數社區人士實際上皆極度歧視他們，甚至視之為「垃圾」，只管用盡一切手段將他們逐出其管轄範圍。例如在康文署轄下公園等市政設施，絕大多數設施設計都會令使用者不能躺臥、留宿，例如長椅中間會加上扶手、社區公園以種植灌木叢及樹木取代開放式空間、大型公園多數會設定開放時間等；這些場地使用規例亦訂明使用者不准在場地中躺臥、睡覺，否則會被保安人員阻撓、驅逐。
除此以外，食環署工人清潔部分較多露宿者聚集場地時，會刻意使用並撥灑高濃度、帶腐蝕性清潔劑，以阻止他們重返留宿；署方人員更會在毫無預告下突擊掃蕩露宿者聚居點，將其家當、隨身物品等全部視作垃圾強行充公並棄置；甚至曾發生有警務人員毆打、企圖栽贓誣告露宿者，因而被控以妨礙司法公正事件。

## 導致原因

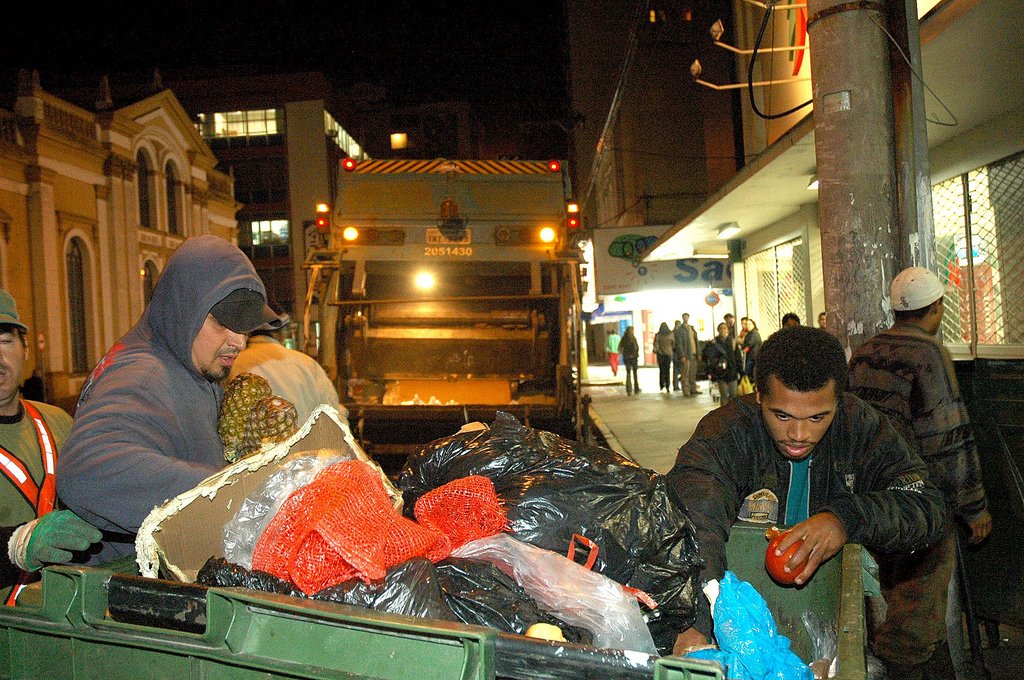
翻找垃圾的流浪漢

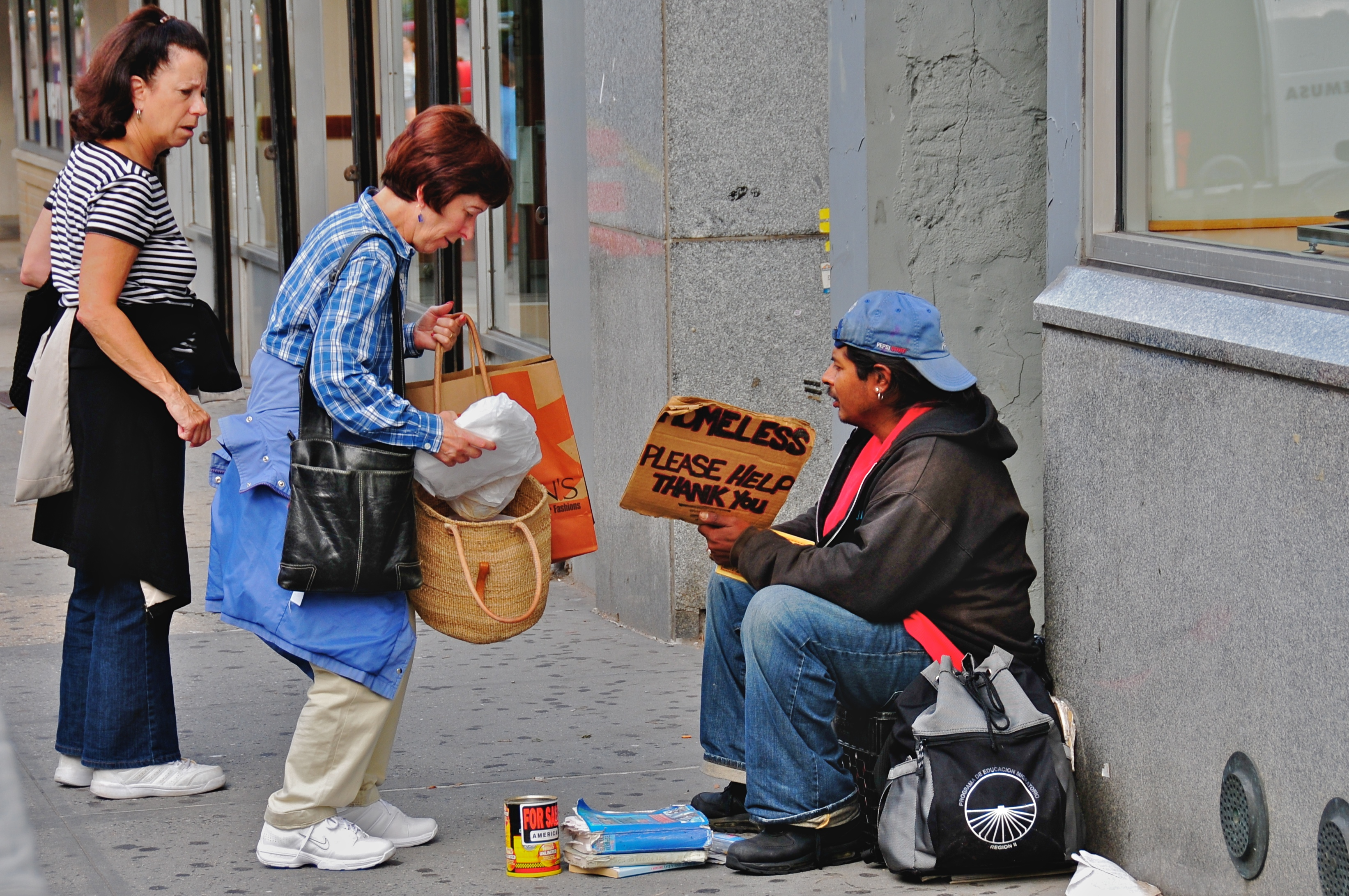
捐贈物資給乞討的人

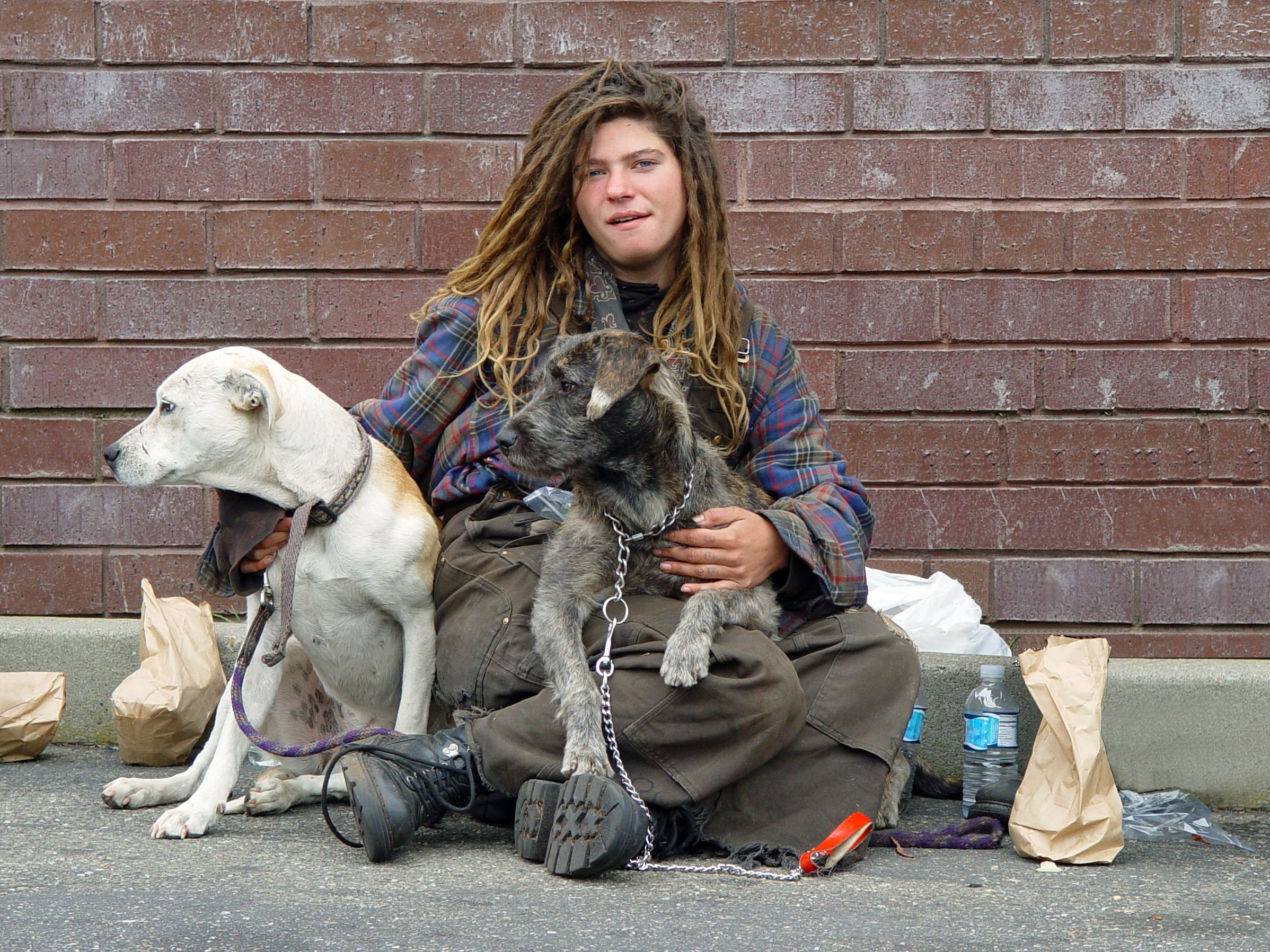
養流浪狗的流浪漢

一些研究報告認為，下列的原因可能導致無家可歸，而成為露宿者。儘管有一定比例的人是出於自願因素而流浪的，多數的街友都是不得已而淪為街友的。在香港，《全港無家者人口統計行動2015》的調查顯示，只有11.3%的街友表示他們是出於個人選擇而流浪的，其比重小於「租金太貴」（49.6%）、「失業」（23.7%）、「與家人/室友相處出現問題」（17.5%）等其他的原因。
以下陳列出多種可能導致一個人成為街友的原因。這些原因未必是所有可能的原因，也未必彼此相衝突，一個人可能因為多種原因而成為街友。

### 經濟因素
- 貧窮、失業
- 房子遭到查封
- 離鄉背井的求職者
- 乞丐
- 躲避債務
- 職業特性（流動攤販、臨時工、船員、苦行僧、占卜、拾荒）
- 為友人做保而受到牽連[20]

### 家庭因素
- 孤兒、棄嬰
- 家庭暴力
- 斷絕親子關係

### 疾病因素
- 精神疾病患者：[21]一項美國聯邦政府在2005年的調查顯示，至少有三分之一的街友有嚴重的心理障礙或問題。自閉症和精神分裂症是美國街友中最常見的心理障礙。人格障礙，尤其是A型人格障礙（妄想型人格違常、類精神分裂型人格違常和精神分裂型人格違常），在街友當中也非常常見，一項研究顯示，92%的街友有至少一項A型人格障礙；此外有83%的街友有至少一項B型人格障礙（反社會人格違常、邊緣型人格違常、戲劇化人格違常、自戀型人格違常），而有68%的街友有至少一項C型人格障礙（畏懼型人格違常、依賴型人格違常、強迫型人格違常）。[22][23]
- 肢體或心智障礙者缺乏照料
- 失智症患者
- 創傷性腦損傷：一項加拿大對街友的調查顯示，創傷性腦損傷在街友之間很常見，且有大約70%的受訪者表示，他們在開始流浪之前的一段時間腦部曾經受損。[24]

### 其它
- 戰亂
- 自然災害（颱風、地震、土石流）：一個例子是在希臘，在1999年雅典地震後，有許多中產階級人士變得無家可歸，並在2009年時，依舊處於無家可歸的狀態。在多數的狀況下，受到地震影響的人，他們僅剩的財產就是他們的車子；而其中一部份受地震影響的人居住於貨櫃屋當中，尤其在尼亞愛奧尼亞市，當地很多人居住於市政府提供的貨櫃屋當中。這些受地震影響的人，在希臘當地又稱作seismopathis，也就是「受地震波及者」。
- 強制驅逐（公有地上的拆遷戶）
- 監獄釋放和重新進入社會，親友可能早已搬離
- 流浪癖
- 體驗生活及單純好玩
- 犯罪或從事非法行業（如娼妓、販賣毒品、詐欺、賭博、流氓、非法移民等），必須四處躲藏以逃避警察的追緝、取締
- 性格不喜歡受拘束
- 因種族因素遭各國或社會排擠，如歐洲的吉普賽人、猶太人、美洲的印第安人、澳大利亚的毛利人
- 因性傾向或性別認同而遭受邊緣化、被壓迫的性少數，或LGBT族群
- 遠離家園，到遠處謀生，沒錢長住旅館者，而在車站或公園等地過夜

## 問題點

### 治安
有些地方的警察，可能會在政府官員出巡時，藉口整頓市容，驅逐露宿者。露宿者容易聚集在會免費供應食物的地方，例如長期的街頭抗議場合、宗教或慈善活動對於露宿者或弱勢者發放救濟品的地方。在極少數的情況下，當發放的食物數量遠低於前往的露宿者數量時，可能引發露宿者為爭奪物資發生衝突。
露宿者也可能會遭受對其有敵意的民眾傷害。1982年12月中旬至1983年2月10日，日本橫濱市地下街或公園內的露宿者先後被襲擊致死，被捕的罪犯是一群男孩，其中包括一名居住在橫濱的初中生，他們忽視人權的行為，對社會產生了很大的衝擊。

### 環境
有些露宿者可能靠撿拾垃圾堆裡的食物維生，像是餐飲業會把已過保存時間的食物拋棄。或是在垃圾堆裡尋找可用之物品，報紙、舊衣物……等。露宿者通常不是經常盥洗，因此外表邋遢與骯髒有異味的衣物，成為露宿者給一般人的印象。公園或車站的公廁，或其他有免費的清潔水源的地方，常成為露宿者偶而盥洗的場所。

### 選舉
住所不定或無戶籍，選舉之投票通知書難以送達，因此幾乎無投票權。在無選票可圖的誘因下，政客們往往視露宿者為洪水猛獸，以鄰為壑，極少提供改善露宿者現象的協助，甚至提出驅趕的說詞。

## 名人
- 犀利哥

## 事件
- 聾女美華事件，一名聾女喪父後，公屋單位被女保安佔據，無處歸家，終日家門前露宿。經傳媒廣泛報導後，引起關注。

## 外部連結
- 認識「遊民」 （页面存档备份，存于）
- 执法人员上街救助露宿者
- 社福團體服務項目[永久]